# Savjolovskaja (metrostation TPK)
Savjolovskaja (Russisch: Савёловская) is een station aan de Grote Ringlijn van de Moskouse metro. Het station is gebouwd in het kader van het TPK project als overstappunt tussen de Grote Ringlijn en de gelijknamige stations van lijn 9 en de Russische spoorwegen.

## Geschiedenis
De bouw van het station was al voorgesteld in 1938 als onderdeel van een tracévariant van de Koltsevaja-lijn om het Station Moskva Savjolovskaja een aansluiting op de metro te bieden. In 1943 is het traject van de Koltsevaja-lijn vastgesteld waarbij de kortste route tussen Beloroesskaja en Komsomolskaja werd gekozen zodat Station Moskva Savjolovskaja en Station Moskva Rizjskaja geen metro aansluiting kregen. Het duurde tot 1988 voordat de Serpoechovsko-Timirjazevskaja-lijn het station bereikte en daarmee een aansluiting op de metro bood. In het begin van de 21e eeuw werden plannen ontwikkeld voor nieuwe routes om het centrum heen. Het resultaat was het TPK-project (derde overstap contour) waarin het zuidelijke deel van de Grote Ringlijn werd gecombineerd met een traject onder de derde ringweg aan de noordkant van het centrum. Het besluit om het station onder de Nizjnjaja Maslovkastraat, onderdeel van de derde ring, te bouwen, is vastgelegd op 24 juni 2008 in het decreet nr. 564-PP van het Moskouse stadsbestuur. Het station werd aanbesteed als Nizjnjaja Maslovka, de oorspronkelijke planning voorzag een opening in 2015, in 2011 werd zelfs een opening in 2014 verwacht, maar in 2012 werd toch weer 2015 aangehouden. In oktober 2014 was er vertraging in de aanleg en werd 2016 genoemd voor de opening. In augustus 2015 werd de opening voorzien voor 2017 en twee maanden later was het al uitgesteld tot 2018. Begin mei 2018 kondigde de verantwoordelijke onderburgemeester voor stedebouw, Marat Khusnullin, de opening aan voor halverwege december 2018. Op 21 juli 2018 werd begin 2019 genoemd, maar toen in augustus de stationsnaam werd gewijzigd in Savjolovskaja werd 21 december 2018 als openingsdatum genoemd. Het station heeft ruim 4 jaar dienst gedaan als eindpunt tot op 1 maart 2023 de Grote Ringlijn werd voltooid.

## Aanleg
Het station is ontworpen als een pylonenstation waarbij twee tunnels voor de perronsporen en een voor de middenhal worden gebouwd. Het projectbureau «Геодата Инжиниринг» (Geodata Engineering) stelde voor om de bouw te versnellen door te kiezen voor een enkelgewelfdstation dat volgens hen in 24 maanden in plaats van 36 maanden kon worden gerealiseerd. Uiteindelijk is vastgehouden aan het pylonenstation.
- Maart 2012, begin van de bouw van het station.
- Januari 2018, ruwbouw gereed, de afwerking is in volle gang, de tunnels richting Petrovski Park zijn beschikbaar en de verbindingslus met de Serpoechovsko-Timirjazevskaja-lijn is gereed.
- 23 mei 2018 is de afwerking van verdeelhal 1 begonnen.
- 27 september 2018 is de plaatsing van 12 roltrappen gestart, 4 per verdeelhal en 4 voor overstappers.
- 19 oktober 2018 het keerspoor aan de oostzijde is gereed.
- 29 november 2018 de rails tussen Savjolovskaja en Petrovski Park is gereed en de inregeling van roltrappen en technische systemen is in volle gang
- 16 tot 23 december 2018 tijdelijke sluiting van CSKA en Petrovski Park om het nieuwe baanvak aan te sluiten op het bestaande net.
- 30 december 2018 opening van het station voor reizigers als 224e van de Moskouse metro.

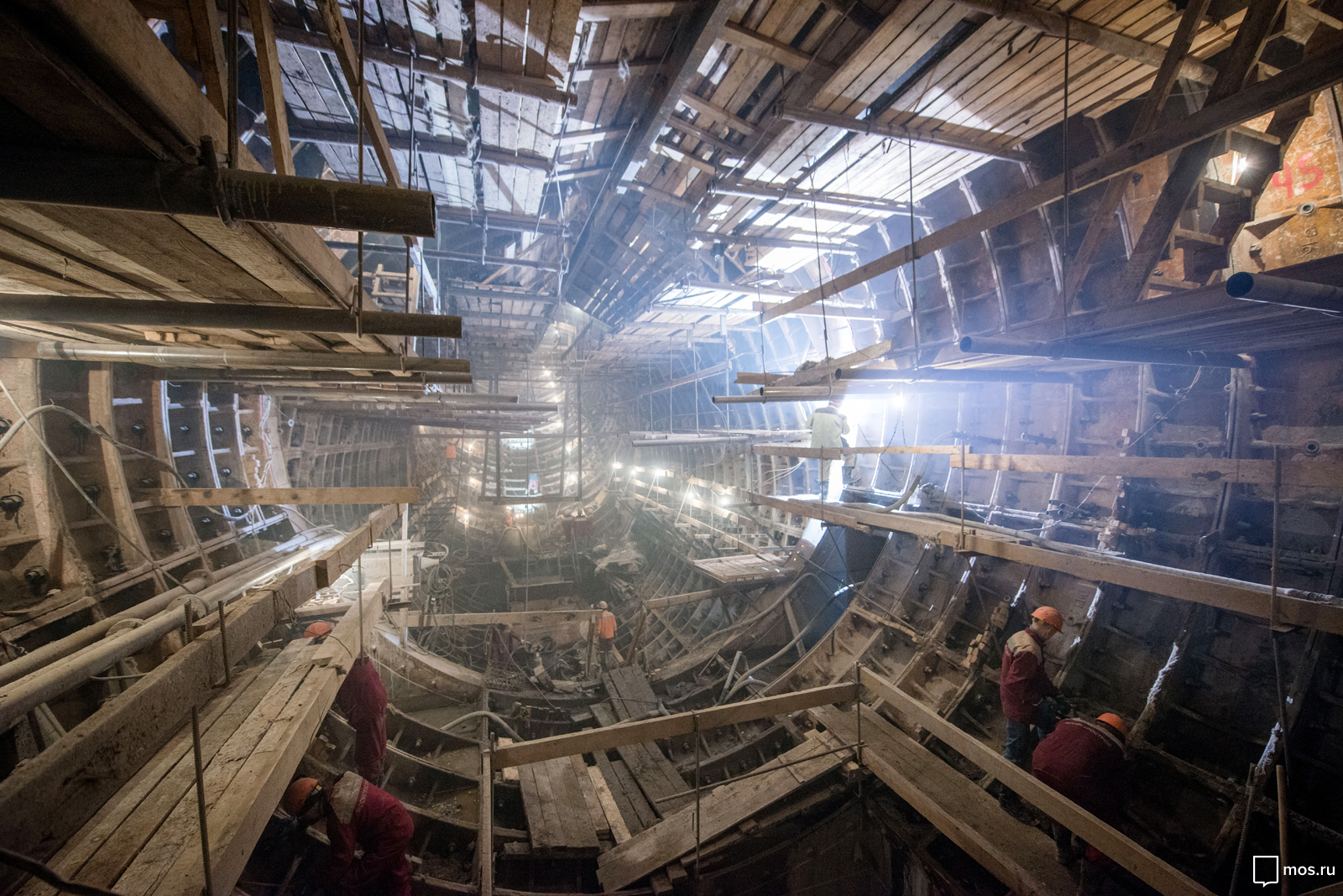
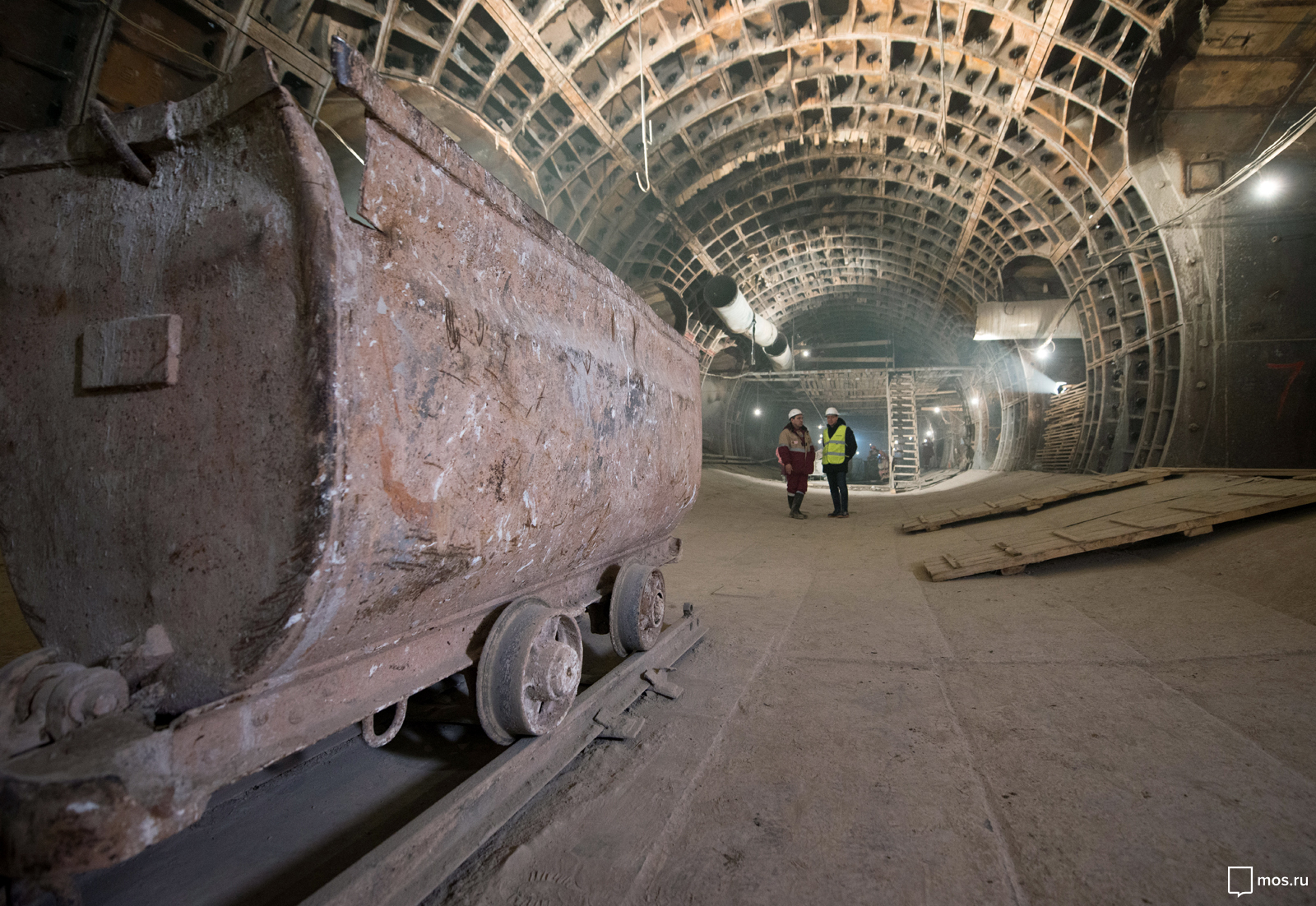
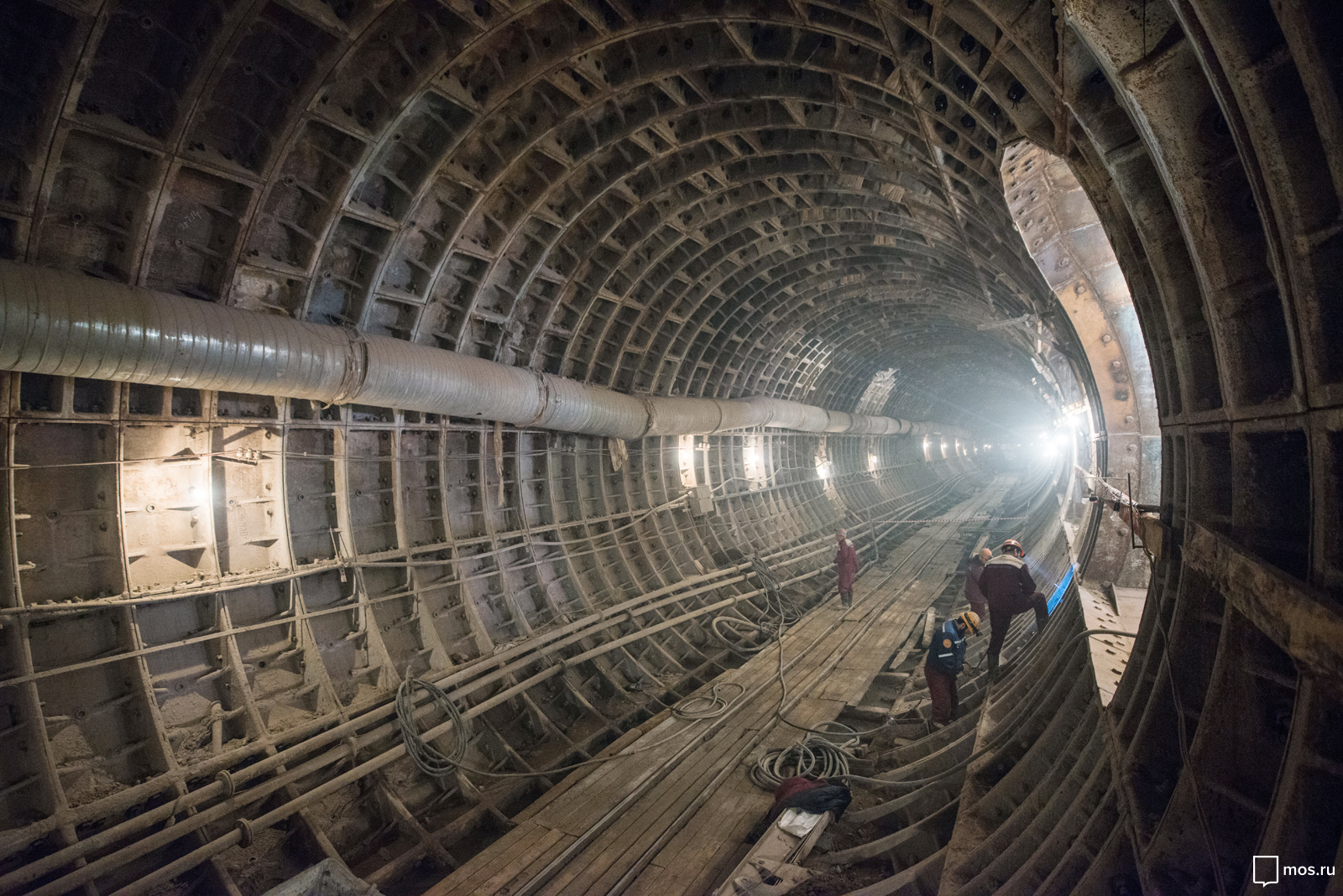
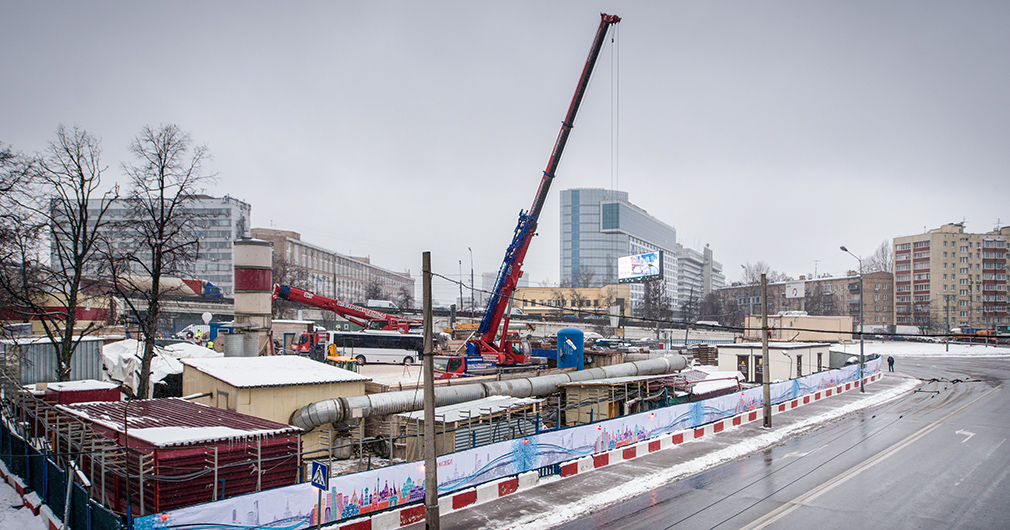

Foto's van de bouw in januari 2018

## Inrichting
Het station ligt onder het kruispunt van de Nizjnjaja Maslovkastraat en de Boetyrskajastraat, voor het overstappen op de Serpoechovsko-Timirjazevskaja-lijn en het landelijk spoorwegnet zijn aan weerszijden van de Boetyrskajastraat verdeelhallen gebouwd. Naast het station ligt het transportknooppunt Savjolovskaja waarvan de eerste fase samen met het metrostation van de Grote Ringlijn geopend zal worden. De perrons zijn uitgevoerd als pylonenstation op een diepte van 63 tot 65 meter, aanvankelijk zou dit tevens het laatste pylonenstation worden maar de latere stations Sjeremetjevskaja en Rzjevskaja zijn eveneens als pylonenstation op de tekentafel gezet.
Het station heeft een grijs kleurenschema dat is afgeleid van de lijnkleur van lijn 9, de lijn waarop overgestapt kan worden. Voor de bekleding van de wanden en vloeren van het station wordt gebruik gemaakt van wit en grijs marmer alsmede grijs en zwart graniet. Aan het oostelijke einde van de middenhal bieden vier roltrappen tot een tussen hal die via drie trappen verbonden is met het perron van lijn 9. In het midden van de middenhal kan met trappen een tunnel worden bereikt die aan de andere kant via roltrappen met de verdeelhal onder het stationsplein is verbonden. Aan de westkant is een derde toegang die via roltrappen en de westelijke verdeelhal toegang tot de straat biedt. Aanvankelijk waren ook perrondeuren in een perronscherm gepland maar dat is op de ringlijn niet toegepast. De tunnelwand langs het spoor is niet bekleed maar slechts geschilderd en de pylonen zijn alleen bekleed bij de doorgangen, in de middenhal en aan de perronzijde zijn ze van glasplaten voorzien zodat de reizigers de gietijzeren schachtringen kunnen zien. Ten oosten van het station liggen zes wissels, twee in de doorgaande sporen leiden naar een gemeenschappelijke kruiswissel tussen de doorgaande sporen in. Aan de oostzijde van het kruiswissel leidt het noordelijke spoor naar de verbindingslus, het zuidelijke naar een keerspoor waarop de treinen kopmaken.